# Johannes Vares
Johannes Vares (cunoscut sub pseudonimul Johannes (Vares) Barbarus) (n. 12 ianuarie 1890, Heimtali⁠(d), Paistu parish⁠(d), Imperiul Rus – d. 29 noiembrie 1946, Tallin, RSS Estonă, URSS) a fost un poet, medic, comunist, om politic eston.

## Opera
- 1924: Omul geometric ("Geomeetriline inimene");
- 1927: Omul multiplicat ("Multiplitseerit inimene");
- 1930: Lumea este deschisă ("Maailm on lahti");
- 1930: Memento ("Memento");
- 1943: Versuri înarmate ("Relvastatud värsid");
- 1944: Pe drumurile frontului ("Rindeteedel");
- 1946: Împotriva torentului ("Vastu voolu");
- 1946: Pas cu pas spre victorie ("Samm-sammult võidule").

## Vezi și
- Listă de scriitori estoni

1. ↑  Autoritatea BnF, accesat în 10 octombrie 2015
2. ↑  Marea Enciclopedie Sovietică (1969–1978)[*] Verificați valoarea |titlelink= (ajutor)